# Elitserien i baseboll 1968
Elitserien i baseboll 1968 var den för 1968 års säsong högsta serien i baseboll i Sverige. Serien korade ingen officiell svensk mästare, segraren blev dock riksmästare. Totalt deltog 6 lag i serien, där alla lag spelade mot varandra två gånger vilket gav totalt tio omgångar. Däremot drog två av lagen sig ur, vilket innebar att det enbart spelades sex omgångar.
| Nr | Lag         | Matcher | Vunna | Förlorade | Vinstprocent |
| -- | ----------- | ------- | ----- | --------- | ------------ |
| 1  | Leksand     | 10      | 10    | 0         | 1.000        |
| 2  | Bagarmossen | 10      | 7     | 3         | 0.700        |
| 3  | Wasa        | 10      | 7     | 3         | 0.700        |
| 4  | Skarpnäck   | 10      | 4     | 6         | 0.400        |
| 5  | Solna       | 10      | 2     | 8         | 0.200        |
| 6  | Gubbängen   | 10      | 0     | 10        | 0.000        |

### Webbkällor
- Svenska Baseboll- och Softbollförbundet, Elitserien 1963-